# Visigotisch Spanje

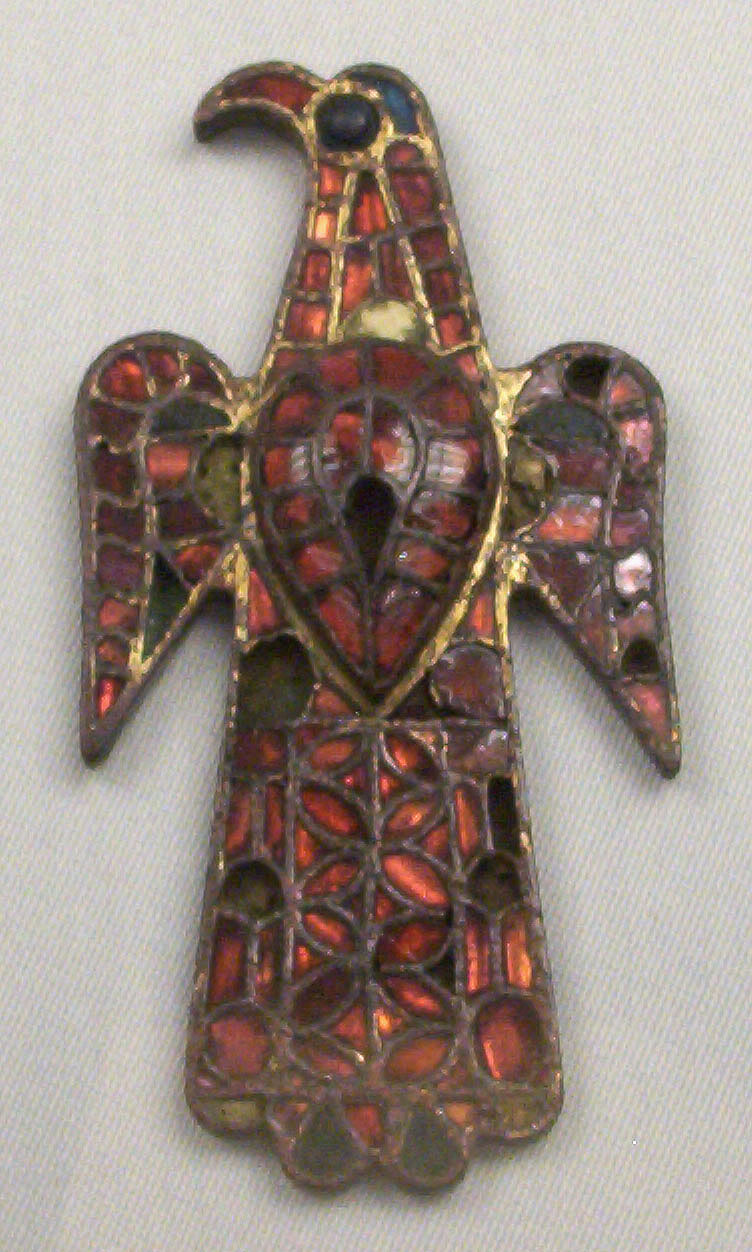
Visigotische fibula in de vorm van een adelaar uit Alovera (6e eeuw, Museo Arqueologico Nacional, Madrid).

Visigotisch Spanje is de periode in de geschiedenis van Spanje vanaf het moment van uiteenvallen van het Romeinse Rijk tot 711. In 711 gaf de laatste Visigotische koning Roderik zich over aan Tariq ibn Zijad en de Moren na zijn nederlaag in de slag bij Guadalete (711). 
In die tijd bewoonden de Visigoten het Iberisch Schiereiland, waar ze steden stichtten, oorlogen voerden en aan kunst deden. Dit begon in de tijd dat Romeinen Spanje of Hispania bestuurden. De Visigoten drongen in 416 als foederati Spanje binnen. Toen Odoaker Romulus Augustulus uit zijn macht ontzette, annexeerde de Visigoot Eurik in 476 de Romeinse gebieden in Spanje waar Visigoten woonden. Het volgend jaar bekeerden de Visigoten zich tot het christendom en maakten van het Latijn de dagelijkse taal. In de 8e eeuw hield het Visigotische koninkrijk plots op te bestaan. In mei 711 voeren de Moren door de Straat van Gibraltar en drongen Visigotisch Spanje binnen. Zij wonnen de Slag bij Guadalete in 711. 
De daarop volgende jaren (711-720) kromp het Visigotische koninkrijk in: Toledo werd ingenomen, vervolgens Zaragoza, Tarragona en ten slotte Septimanië.
De Visigoten hielden echter stand. Eén koning, Pelayo genaamd (van het Latijnse Pelagio), streed tegen de Moren en overwon in 722 in de slag bij Covadonga (Asturië). Pelayo wordt ook wel de eerste Spaanse koning genoemd, vandaar dat hedendaags de prinsen en prinsessen "Principes de Asturias" worden genoemd. 